# Berdeniella helvetica
Berdeniella helvetica är en tvåvingeart som först beskrevs av Sara 1957.  Berdeniella helvetica ingår i släktet Berdeniella och familjen fjärilsmyggor. Inga underarter finns listade i Catalogue of Life.